# Phascolion pharetratum
Phascolion pharetratum är en stjärnmaskart som beskrevs av Sluiter 1902. Phascolion pharetratum ingår i släktet Phascolion och familjen Phascoliidae. Inga underarter finns listade i Catalogue of Life.